# جریره
جریره در اسطوره‌های ایرانی اولین همسر سیاوش و دختر پیران ویسه بود.. ثمرهٔ ازدواج او با سیاوش پسری بنام فرود بود. جریره یکی از مصیبت‌کش ترین زنان شاهنامه است.
وقتی سیاوش به توران میرسد پیران ویسه با اون ملاقات میکند و او را به ازدواج با دخترش جریره دعوت میکند.
سیاوش و جریره با هم ازدواج میکنند و حاصل این ازدواج فرود است.
وقتی فرود بزرگ میشود و فنون جنگی را کاملا می آموزد سپاه ایران به سوی قلعه کلات( قلعه ای که فرود و جریره در آن زندگی میکردند) هجوم می آورند و فرود شجاعانه به جنگ آنها میرود و پس از جنگی سخت زخمی و مصدوم به قلعه نزد جریره باز میگردد.فرود به مادرش میگوید:ایرانیان به تاراج خواهند پرداخت افراد درون قلعه را به بیرون بفرست.سپس جان داد.
جریره کاری که فرود گفت را انجام داد و نزد پیکر بی جان فرود بازگشت و خنجر در گلوی خود فرو کرد و جان سپرد.